# Krakowska Brygada Kawalerii

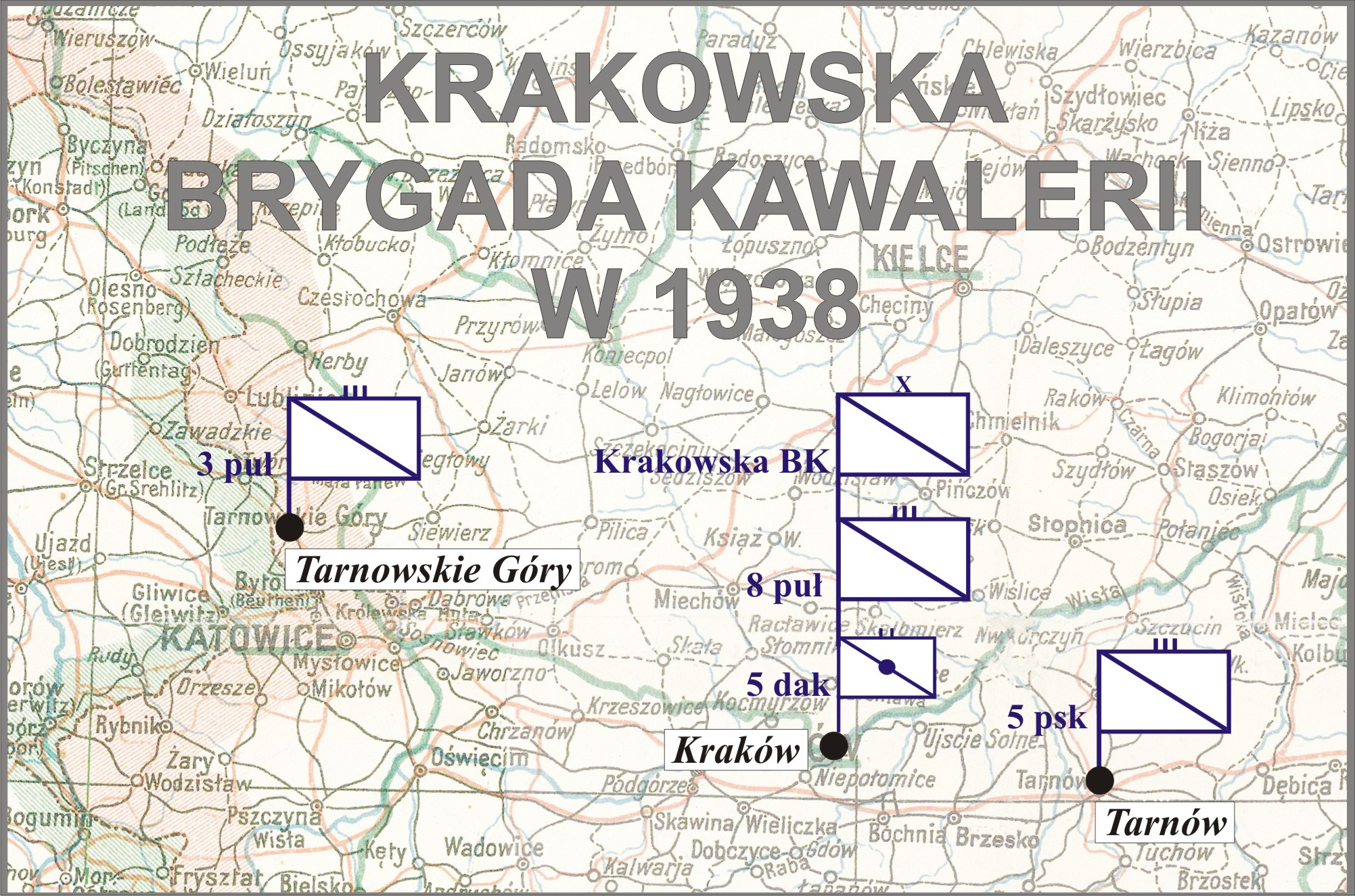
Krakowska BK w 1938

Krakowska Brygada Kawalerii (Krakowska BK) – wielka jednostka kawalerii Wojska Polskiego II RP.
W czasie kampanii wrześniowej brygada walczyła w składzie Armii „Kraków”. W czasie bitwy granicznej  toczyła walki w rejonie Woźnik. W odwrocie osłaniała północne skrzydło armii; jej 8 pułk ułanów bił się pod Szczekocinami, a pozostałe pod Pińczowem. 16 września walczyła pod Tarnogrodem, następnie weszła do I bitwy tomaszowskiej. 8 pułk ułanów walczył w ramach Armii „Lublin” w II bitwie tomaszowskiej.

## Brygada w latach 1924-1939
W 1924 roku V Brygada Jazdy przemianowana została na 5 Samodzielną Brygadę Kawalerii. Równocześnie w jej skład włączono 5 pułk strzelców konnych.
W latach 1921–1926 brygada podlegała bezpośrednio dowódcy Okręgu Korpusu Nr V. Dowództwo brygady stacjonowało w Krakowie.
W 1925 roku przy 8 pułku ułanów sformowany został 5 szwadron samochodów pancernych.
W 1926 roku ze składu brygady wyłączony został 2 pułk Szwoleżerów Rokitniańskich, który dyslokowany został do Starogardu i podporządkowany dowódcy 8 Samodzielnej Brygady Kawalerii.
W 1930 roku ze składu brygady wyłączono 5 szwadron samochodów pancernych i podporządkowano dowódcy 2 dywizjonu samochodów pancernych.
6 października 1933 roku trzy pułki Brygady wzięły udział w rewii polskiej kawalerii, nazywanej „Świętem Kawalerii Polskiej”, która odbyła się na krakowskich błoniach w 250. rocznicę bitwy pod Wiedniem.
Minister spraw wojskowych rozkazem Dep. Dow. Og. 1820. Org. Tj. nadał z dniem 1 kwietnia 1937 roku dotychczasowej 5 SBK nazwę „Krakowska Brygada Kawalerii”.
Organizacja pokojowa Krakowskiej BK w 1937 roku:
- dowództwo Krakowskiej Brygady Kawalerii w Krakowie
- 3 pułk Ułanów Śląskich w Tarnowskich Górach
- 8 pułk Ułanów Księcia Józefa Poniatowskiego w Krakowie
- 5 pułk strzelców konnych w Tarnowie (od 1934 roku w Dębicy)
- 5 dywizjon artylerii konnej w Krakowie (od wiosny 1939 roku w Oświęcimiu)
- 5 szwadron pionierów w Krakowie
- szwadron łączności w Krakowie

W sierpniu 1939 roku Ministerstwo Spraw Wojskowych wprowadziło „nowe składy osobowe kawalerii”. Pułki kawalerii na stopie pokojowej zostały podzielone na dwie grupy różniące się stanem osobowym i koni. Dwa pułki należące do Krakowskiej BK (8 ułanów i 5 strzelców konnych) zostały zaliczone do grupy II, a trzeci pułk (3 ułanów) do grupy I. Juliusz S. Tym skonstatował, że rozkaz z sierpnia wprowadzający zmiany w etacie pokojowym, w sytuacji gdy pułki kawalerii od czterech miesięcy prowadziły przygotowania wojenne nie został w pełni wykonany.

## Udział w kampanii wrześniowej 1939
Krakowska Brygada Kawalerii pod dowództwem gen. bryg. Zygmunta Piaseckiego wchodziła w skład Armii „Kraków”. Broniła ona odcinka Ząbkowice–Częstochowa na prawym skrzydle Armii. W pierwszych dniach września niemiecki XV Korpus Armijny gen. piech. Hermanna Hotha przełamał jej obronę pod Woźnikami i Zawierciem.
1 września 3 pułk Ułanów Śląskich bronił Koszęcina i Kalet przed niemiecką 2 Dywizją Lekką gen. por. Georga Stummego. Tego dnia Niemcom udało się zepchnąć pułk na pozycję pod Woźnikami. 2 września rano ponowiła natarcie niemiecka 2 DLek., wdzierając się w obronę Brygady na Floriańskiej Górze bronionej przez szwadron 3 pułku ułanów. Tu kontratakiem zdołano odzyskać pozycję, ale pod Ligotą Woźnicką Niemcom udało się przełamać obronę 8 pułku ułanów. Pod naporem wroga Brygada rozpoczęła odwrót pod Zawiercie nad Wartą. Manewr ten odsłonił północne skrzydło Grupy Operacyjnej „Śląsk”. Podczas gdy 2 DLek. była związana rozbijaniem 7 Dywizji Piechoty w rejonie Janowa 3–4 września, zadanie wywierania nacisku na Brygadę przejęła pozostająca w odwodzie 3 Dywizja Lekka gen. Adolfa-Friedricha Kuntzena. 3 września 8 pułk ułanów oddzielił się od Brygady i walczył następnie pod Szczekocinami, a potem w ramach Armii „Lublin”. 4 września Brygada otrzymała rozkaz odwrotu nad Nidę w kierunku Pińczowa i Miechowa. Cofająca się Brygada była ponownie często atakowana przez niemiecką 2 DLek. W dniach 5–6 września walczyła pod Pińczowem, po czym wycofała się ku Wiślicy. 7 września osłaniała w Nowym Korczynie sztab Armii. 10 września przeprawiła się prawy brzeg Wisły pod Baranowem Sandomierskim. Następnie wzięła udział w I bitwie pod Tomaszowem Lubelskim. 14–15 września jednostki Armii „Kraków” i „Lublin” toczyły ciężkie walki w Puszczy Solskiej. 16 września Armia „Kraków” kontynuowała bitwę pod Biłgorajem. W walkach tych brała udział Brygada, broniąc rejonu silnie atakowanych przepraw na rzece Tanew pod Budziarzami i Księżpolem. 15 września o świcie na przeprawę przez Tanew pod Księżopolem wyszło silne uderzenie niemieckie. Po trzygodzinnej walce Niemcy zostali odrzuceni pod Tarnogród. Brygada zaatakowała Tarnogród, wdzierając się na północny skraj miasta i do rynku, ale przeciwuderzenie Niemców odrzuciło ją ponownie na linię Tanwi.
16 września walczyła pod Dereźnią Solską i Dereźnią Majdańską oraz Starym Majdanem i Nowym Majdanem. Nie udało się jej przebić z okrążenia w kierunku południowym. Skapitulowała wraz z resztą Armii.

## Organizacja wojenna Krakowskiej BK we wrześniu 1939
| Organizacja wojenna Krakowskiej BK we wrześniu 1939                     | Organizacja wojenna Krakowskiej BK we wrześniu 1939 | Organizacja wojenna Krakowskiej BK we wrześniu 1939 |
| ----------------------------------------------------------------------- | --------------------------------------------------- | --------------------------------------------------- |
| Jednostka mobilizowana                                                  | Jednostka mobilizująca                              | dowódca jednostki mobilizowanej                     |
| dowództwo, sztab i szefowie służb Krakowskiej BK                        | Dowództwo Krakowskiej BK                            | gen. bryg. Zygmunt Piasecki                         |
| komendant Kwatery Głównej Krakowskiej BK                                | Dowództwo Krakowskiej BK                            | rtm. st. spocz. Franciszek Jakubowski               |
| szwadron sztabowy Krakowskiej BK                                        | Dowództwo Krakowskiej BK                            | por. kaw. rez. Kazimierz Chwirut                    |
| sąd polowy nr 45                                                        | Dowództwo Krakowskiej BK                            | kpt. aud. Mieczysław Alfons Kaczorowski             |
| 3 pułk ułanów                                                           | 3 puł.                                              | płk kaw. Czesław Chmielewski                        |
| 8 pułk ułanów                                                           | 8 puł.                                              | ppłk dypl. kaw. Włodzimierz Dunin-Żuchowski         |
| 5 pułk strzelców konnych                                                | 5 psk                                               | płk kaw. Kazimierz Kosiarski                        |
| 5 dywizjon artylerii konnej                                             | 5 dak                                               | ppłk art. Jan Kanty Witowski                        |
| drużyna parkowa uzbrojenia nr 541                                       | 5 dak                                               |                                                     |
| 51 dywizjon pancerny                                                    | 5 bpanc.                                            | mjr br. panc. Henryk Świetlicki                     |
| bateria motorowa artylerii przeciwlotniczej typ B nr 85                 | 5 daplot.                                           | ppor. art. Stanisław Antoni Skowroński              |
| szwadron kolarzy nr 5                                                   | 8 puł.                                              | rtm. Antoni Starnawski                              |
| szwadron pionierów nr 5                                                 | 8 puł.                                              | rtm. Jan Plosso vel Płosa                           |
| szwadron łączności nr 5                                                 | 8 puł.                                              | por. łącz. Bohdan Chełmoński                        |
| samodzielny pluton karabinów maszynowych nr 5                           | 5 psk                                               | por. kaw. rez. Władysław Zakrzeński                 |
| park intendentury typ II nr 541                                         | 5 psk                                               |                                                     |
| pluton konny żandarmerii nr 58                                          | 5 dżand.                                            | kpt. żand. Zbigniew Kędzierski                      |
| poczta polowa nr 167                                                    | Dyrekcja OPiT Lwów                                  |                                                     |
| pluton sanitarny konny typ I nr 85                                      | szw. zapas. 3 puł.                                  |                                                     |
| warsztat taborowy [parokonny] nr 541                                    | 3 puł.                                              |                                                     |
| kolumna taborowa kawaleriyjska parokonna typ II nr 541                  | 3 puł.                                              |                                                     |
| kolumna taborowa kawaleriyjska parokonna typ II nr 542                  | 3 puł.                                              |                                                     |
| kolumna taborowa kawaleriyjska parokonna typ II nr 543                  | 5 psk                                               |                                                     |
| kolumna taborowa kawaleriyjska parokonna typ II nr 544                  | 5 psk                                               |                                                     |
| kolumna taborowa kawaleriyjska parokonna typ II nr 545                  | 5 psk                                               |                                                     |
| kolumna taborowa kawaleriyjska parokonna typ II nr 546                  | 5 dak                                               |                                                     |
| Osobny artykuł: Organizacja wojenna polskiej brygady kawalerii w 1939 . |                                                     |                                                     |
| Oddziały przydzielone                                                   |                                                     |                                                     |
| Lubliniecki Batalion Obrony Narodowej                                   |                                                     | mjr Franciszek Żak                                  |
| II pluton 26 eskadry obserwacyjnej                                      | 2 plot.                                             | por. obs. Stanisław Król                            |

## Obsada personalna Kwatery Głównej
Obsada personalna Kwatery Głównej Krakowskiej Brygady Kawalerii we wrześniu 1939 roku
- dowódca brygady – gen. bryg. Zygmunt Piasecki
- oficer ordynansowy – ppor. rez. kaw. Andrzej Czapski
- szef sztabu – ppłk dypl. kaw. Tadeusz Julian Nalepa
- oficer operacyjny – rtm. Stanisław Szczypa (słuchacz I rocznika WSWoj.)
- oficer informacyjny – por. dypl. kaw. Henryk Algernan Gustaw Ottmar Maria Breza †27 IX 1939 Zielona k. Rawy Ruskiej
- dowódca łączności – kpt. łącz. Wacław Dramiński (do 29 VIII 1939 dowódca łączności Pomorskiej BK)
- kwatermistrz – rtm. dypl. Witold Sokolnicki
- szef służby intendentury – kpt. int. z wsw Piotr II Borkowski[d]
- naczelny lekarz – mjr lek. Jerzy Marceli Paweł Kluczyński †3 IX 1939 Woźniki
- naczelny lekarz weterynarii – ppłk lek. wet. Zygmunt Zawierucha (starszy lekarz weterynarii 8 puł)
- szef służby sprawiedliwości i szef Sądu Polowego Nr 45 – kpt. aud. Mieczysław Alfons Kaczorowski (sędzia śledczy w WSO Nr V)
- szef służby duszpasterstwa katolickiego – ks. kpl. Zygmunt Pastuszko (administrator parafii Częstochowa)
- komendant Kwatery Głównej – rtm. w st. spocz. Franciszek Jakubowski
- dowódca Szwadronu Sztabowego – por. rez. Kazimierz Chwirut

## Odtworzenie brygady w ramach Armii Krajowej
Pod koniec lipca 1944 roku, na terenie Okręgu Krakowskiego AK, zgodnie z planem Odtwarzania Sił Zbrojnych, sformowana została Krakowska Brygada Kawalerii Zmotoryzowanej AK krypt. „Bank”, „B”, „CC”.
Organizacja i obsada personalna Krakowskiej BK Zmot. AK według stanu z 20 października 1944 roku

Dowództwo i sztab brygady (13 oficerów, 8 podoficerów i 42 szeregowców)
- dowódca brygady – mjr kaw. Edward Kleszczyński ps. „Miechowita”, „Dzik”
- szef sztabu – mjr piech. Adolf Skorwid ps. „Dąb”
- adiutant – ppor. rez. Tadeusz Laskowski ps. „Skała I”
- I oficer sztabu – por. Wacław Hubicki ps. „Hubert”
- oficer wyszkolenia – por. rez. Zygmunt Kałwa ps. „Kamień”
- oficer łączności i dowódca plutonu łączności – ppor. Witold Sławeta ps. „Bystry”
- oficer broni – ppor. NN ps. "Żak";
- oficer inżynierii i dowódca plutonu saperów – ppor. NN ps. „Pal”
- kwatermistrz – kpt. NN ps. "Klon"
- szef intendentury – ppor. rez. Tadeusz Dziedzicki ps. „Krzywda”
- kapelan – ks. Mieczysław Skurczyński ps. „Miecz”
- szef kancelarii – plut. pchor. rez. Stanisław Skalski ps. „Śledź”

8 pułk ułanów AK kryp. „U1”, „B/U”, „CC/U” (24 oficerów, 221 podoficerów i 1648 szeregowych)
- dowódca pułku – mjr Józef Bokota ps. „Malina”, następnie kpt. Kazimierz Tomczak ps. „Lubicz”
- I dywizjon – por. Franciszek Bednarski ps. „Zator”, następnie por. Marian Puz ps. „Komar”
- II dywizjon – por. Bronisław Makowski ps. „Wyrwa”, następnie ppor. Franciszek Kozera ps. „Karp”
- III dywizjon (początkowo dywizjon zapasowy brygady) – por. Edmund Sienkowski ps. „Pik”

5 pułk strzelców konnych AK kryp. „Pszczoła”, „B/P”, „CC/P” (25 oficerów, 269 podoficerów i 1818 szeregowych)
- dowódca pułku – rtm. Jerzy Jasielski ps. „Jawa”
- I dywizjon – por. Stanisław Sierakowski ps. „Dołęga”
- II dywizjon – por. Otto Śmiałek ps. „Kalina”
- III dywizjon – kpt. Stefan Philipp ps. „Poraj” (początkowo jako IV/116 Pułku Piechoty AK Ziemi Olkuskiej kryp. „Winiarnia”)

samodzielny batalion partyzancki „Skała”
Brygada posiadała także różnorodne jednostki specjalne, zaliczane do stanów liczbowych obwodów lub macierzystych oddziałów bojowych. Razem z 6 Dywizja Piechoty AK i 106 Dywizją Piechoty AK wchodziła w skład Grupy Operacyjnej „Garda” (nazywanej także „Kraków”) pod dowództwem płk. Edwarda Godlewskiego ps. „Garda”.

## Obsada personalna dowództwa brygady
Dowódcy brygady
- płk kaw. Henryk Brzezowski (IV 1921 – 29 XI 1927, od 1 XII 1924 do 20 VIII 1925 był słuchaczem II Kursu CWSW)
- płk SG Włodzimierz Tyszkiewicz (p.o. 15 I – 20 VIII 1925)
- płk kaw. / gen. bryg. Konstanty Plisowski (29 XI 1927 – 31 III 1930 → dyspozycja MSWojsk.)
- płk kaw. Stefan Jacek Dembiński (p.o. od XII 1929)
- płk kaw. / gen. bryg. Zygmunt Piasecki (od 31 III 1930 – IX 1939)

Szefowie sztabu
- rtm. p.d. SG Medard Cibicki (do 1 XI 1923 → słuchacz kursu doszkolenia w Wyższej Szkole Wojennej)
- rtm. SG dr Marian Maciejowski (do 1 I 1925[19] → Oddział IIIa BŚRW)
- mjr SG Olgierd Górka (1 II – 31 V 1925 → przeniesiony do rezerwy)
- mjr / ppłk SG Tadeusz Śmigielski (VI 1925[20] – 23 V 1927 → zastępca dowódcy 8 puł[21])
- mjr dypl. Stanisław Edward Kozłowski (VI 1927[22] – 20 II 1930 → zastępca dowódcy 10 psk[23])
- rtm. dypl. Emil Gruszecki (20 II 1930 – 1932 → Departament Kawalerii MSWojsk.)
- rtm. dypl. Wacław Kamionko[e] (1932[24] – 7 VI 1934 → 10 psk[25])
- mjr dypl. Grzegorz Dobrowolski-Doliwa (od 7 VI 1934)
- ppłk dypl. kaw. Tadeusz Julian Nalepa (1938-1939)

Oficerowie sztabu
- por. Włodzimierz Gilewski (1923)
- rtm. Jan Bolesław Marian Zieliński[f] (25 VI 1927 – 5 XI 1928 → 19 p.uł.[26])
- rtm. dypl. Stefan Pronaszko (od 1 XI 1932)
- rtm. Władysław Lucjan Michał Żurowski[g] (od 20 VIII 1925[27])
- rtm. Stanisław Wołoszyn-Broczyński[h] (od 26 IV 1928[28])
- rtm. Stanisław Henryk Szczucki (od 1928 dowódca szwadronu pionierów)

Obsada personalna i struktura organizacyjna w marcu 1939
- dowódca brygady – gen. bryg. Zygmunt Piasecki
- szef sztabu – ppłk dypl. Tadeusz Julian Nalepa
- I oficer sztabu – rtm. dypl. Witold Sokolnicki
- II oficer sztabu – rtm. Wacław Szcześniak
- oficer dyspozycyjny (słuchacz École Supérieure de Guerre w Paryżu) – mjr dypl. kaw. Jan Alojzy Rudnicki
- dowódca łączności – mjr łączn. Jan Wojciech Zgorzelski
- oficer intendentury – kpt. int. z wsw Piotr II Borkowski

### Żołnierze Brygady (w tym OZ) – ofiary zbrodni katyńskiej
Biogramy zamordowanych znajdują się na stronie internetowej Muzeum Katyńskiego
| Nazwisko i imię      | stopień      | zawód                   | miejsce pracy / służby (stanowisko)          | miejsce pracy / służby (stanowisko) | zamordowany |
| Nazwisko i imię      | stopień      | zawód                   | przed mobilizacją                            | we wrześniu 1939                    | zamordowany |
| -------------------- | ------------ | ----------------------- | -------------------------------------------- | ----------------------------------- | ----------- |
| Bystrzonowski Stefan | ppor. rez.   | prawnik                 |                                              | OZ Krakowskiej BK                   | Charków     |
| Janikowski Tadeusz   | plut. pchor. | lekarz weterynarii      |                                              | OZ Krakowskiej BK                   | Charków     |
| Ostrowski Roman      | ppor. rez.   | inżynier                |                                              | OZ Krakowskiej BK                   | Charków     |
| Radliński Stanisław  | porucznik    | żołnierz zawodowy       | dca pl Szkoły Podchorążych Rezerwy Kawalerii | OZ Krakowskiej BK                   | Charków     |
| Ralski Edward        | por. rez.    | biolog, profesor doktor | Uniwersytet Poznański                        | OZ Krakowskiej BK                   | Charków     |
| Szcześniak Wacław    | rotmistrz    | żołnierz zawodowy       | oficer dyspozycyjny (na kursie we Francji)   | OZ Krakowskiej BK                   | Charków     |
| Szefer Tadeusz       | ppor. rez.   | absolwent UJ            | Izba Przemysłowo-Handlowa w Gdyni            | OZ Krakowskiej BK                   | Charków     |